# نووپتروفکا (سرزمین آلتای)
نووپتروفکا (به لاتین: Novopetrovka) یک منطقهٔ مسکونی در روسیه است که در سرزمین آلتای واقع شده‌است.